# Conrad Phillip Kottak
Conrad Phillip Kottak (Atlanta, 6 de outubro de 1942) é um antropólogo estadunidense.

## Vida acadêmica
Kottak graduou-se por Colúmbia em 1963 e em 1966 obteve seu Ph.D. pela mesma instituição. Atualmente é professor de antropologia na University of Michigan, onde vem lecionando desde 1968.
Kottak tem desenvolvido várias pesquisas no âmbito da antropologia cultural, seja no Brasil (desde 1962), Madagascar (desde 1966) e em vários pontos dos EUA. A partir do seu trabalho de campo, escreveu uma série de livros de referência, os quais têm sido usados por universidades e escolas de nível médio nos Estados Unidos.
Ele acredita que várias narrativas e lendas da cultura popular, tais como Star Trek, Star Wars e a história do Dia de Ação de Graças estão evoluindo para um tipo de mitologia a qual um dia poderá ser comparável à grega, romana, ou quaisquer outras histórias que hoje são consideradas mitos.

## Obras
- Madagascar: Society and History (1986)
- Researching American Culture: A Guide for Student Anthropologists (1982)
- The Past and Present: History, Ecology, and Cultural Variation in Highland Madagascar (1980)
- Prime-Time Society: An Anthropogical Analysis of Television and Culture (1990)
- Assault on Paradise: Social Change in a Brazilian Village (1999)
- Anthropology: The Exploration of Human Diversity and Cultural Anthropology (2003)
- Physical Anthropology and Archaeology (2003)
- Window on Humanity: A Concise Introduction to Anthropology (2004)
- On Being Different: Diversity and Multiculturalism in the North American Mainstream (com Kathryn A Kozaitis) (2003)

## Premiações
- Excellence in Teaching Award (1992), pelo College of Literature, Sciences, and the Arts of the University of Michigan
- AAA/Mayfield Award (1999), da "America Anthropological Association", por sua atividade como professor.